# Bellinghem
Bellinghem es una comuna nueva francesa situada en el departamento de Paso de Calais, de la región de Alta Francia.

## Historia
Fue creada el 1 de septiembre de 2016, en aplicación de una resolución del prefecto de Paso de Calais de 31 de mayo de 2016 con la unión de las comunas de Herbelles e Inghem, pasando a estar el ayuntamiento en la antigua comuna de Herbelles.

## Demografía
| Gráfica de evolución demográfica de Bellinghem entre 1800 y 2013 |
|                                                                  |

Los datos entre 1800 y 2013 son el resultado de sumar los parciales de las dos comunas que forman la nueva comuna de Bellinghem, cuyos datos se han cogido de 1800 a 1999, para las comunas de Herbelles e Inghem de la página francesa EHESS/Cassini. Los demás datos se han cogido de la página del INSEE.

## Composición
| Comuna delegada | Código INSEE | Población (2013) | Superficie (km²) | Densidad (hab./km²) |
| --------------- | ------------ | ---------------- | ---------------- | ------------------- |
| Herbelles       | 62431        | 526              | 4.55             | 116                 |
| Inghem          | 62471        | 477              | 3.19             | 150                 |